# Реймънд Хури
Реймънд Хури (на английски: Raymond Khoury) е американско-ливански телевизионен сценарист, продуцент и писател на бестселъри в жанра мистичен трилър.

## Биография и творчество
Реймънд Хури е роден през 1960 г. в Бейрут, Ливан. През 1975 г. семейството му се мести в градчето Рий, в щата Ню Йорк, за да се спаси от избухналата в страната гражданска война. След завършването на гимназията там, се завръща в Ливан, за да учи архитектура в Американския университет в Бейрут, като предпоставка за участие в бъдещото възстановяване и развитие на града. По време на следването си илюстрира няколко детски книги за „Оксфорд Юнивърсити Прес“. Малко след получаване на магистърска си степен, през февруари 1984 г., спецчастите на Американския флот го евакуират с хеликоптер заради избухналите отново размирици.
Започва да работи като архитект за малка фирма в Лондон. След няколко месеца отива да учи в Европейския институт по бизнес администрация (INSEAD), Фонтенбло, Франция, където получава магистърска степен. След дипломирането си се завръща в Лондон, където работи като инвестиционен посредник за пласиране на облигации и други финансови инструменти на банка „Париба“.
Работата му не му носи удовлетворение, и след три години, когато при едно пътуване до Бахамите среща колега от Уол Стрийт с контакти във филмовия бизнес, се насочва към писането на сценарии. Първият му опит за сценарий, заедно с негов приятел, е номиниран за наградата „Фулбрайт“. Вторият му опит, полуавтобиографичен роман за живота му в Бейрут като студент, е номиниран за същата награда. Това му дава мотив да се откаже от банковата дейност и да почне да пише.
През 1995 г., след 18 месеца проучване, пише сценарий за филм със заглавието „Последният тамплиер“ за търсене на изгубеното съкровище на Ордена на тамплиерите. Литературен агент го съветва да го преработи в роман. През 2001 г. американско издателство му предлага сумата от 1 000 000 долара за издаването на романа, с условие да се смекчат нападките срещу Църквата, но той отказва. Продължава да пише сценарии за телевизионните сериали – „Dinotopia“, „Waking the Dead“ и „Spooks“.
През 2005 г. трилърът „Последният тамплиер“ от поредицата „Шон Райли и Тес Чайкин“ е публикуван и веднага става международен бестселър. Главните герои са агентът от ФБР Шон Райли и археоложката Тес Чайкин, които се впускат в приключения, в които се вплитат вековни загадки, двойни игри, убийства, заговори и съвременни амбиции за власт и контрол. През 2009 г. романът е екранизиран в телевизионния минисериал „Последният тамплиер“ с участието на Мира Сорвино, Виктор Гарбър, Омар Шариф и Скот Фоли.
В следнащите години поредицата продължава с трилърите „Оръжието на тамплиерите“ и „Дяволският еликсир“, които също са бестселър и утвържват автора като известен писател. Следват и успешните трилъри „Мисия Уроборос“ и „Знакът“.
През 2010 – 2011 г. си сътрудничи заедно с още 25 прочути автори на криминални романи, за да напишат заедно експресивния трилър „Няма покой за мъртвите“ („No Rest For the Dead“). Освен нея участници са Джефри Дивър, Питър Джеймс, Сандра Браун, Тес Геритсън, Лайза Скоталайн, Диана Габалдон, Джон Лескроарт, Кати Райкс и др., а световноизвестният Дейвид Балдачи изготвя предговора. Всички те влагат своята изобретателност, за да опишат превратната съдба на детектива Джон Нън, който се е справял перфектно в разследванията си. Но една-единствена грешка не му дава покой и последствията от нея го преследват с години.
Реймънд Хури живее със семейството си в Лондон и Бейрут.

## Произведения

### Самостоятелни романи
- The Sanctuary (2007)
Мисия Уроборос, изд. „Емас“: изд. „Глобус“ (2008), прев. Антоанета Дончева-Стаматова
- The Sign (2009)
- No Rest for the Dead (2011) – с Джеф Абът, Лори Армстронг, Дейвид Балдачи, Сандра Браун, Томас Кук, Джефри Дивър, Фей Келерман, Андрю Гъли, Ламия Гули, Питър Джеймс, Джудит Джанс, Тес Геритсън, Диана Габалдон, Джон Лескроарт, Джеф Линдзи, Гейл Линдс, Алегзандър Маккол Смит, Филип Марголин, Майкъл Палмър, T. Джеферсън Паркър, Матю Пърл, Кати Райкс, Маркъс Сейки, Джонатан Сантлоуфър, Лайза Скоталайн, Робърт Лоурънс Стайн и Марша Тали
Няма покой за мъртвите, изд.: ИК „Обсидиан“, София (2011), прев. Боян Дамянов
- The Ottoman Secret (2019)

### Серия „Шон Райли и Тес Чайкин“ (Sean Reilly and Tess Chaykin)
1. The Last Templar (2005)
Последният тамплиер, изд. „Емас“: изд. „Глобус“ (2006), прев. Антоанета Дончева-Стаматова
2. The Templar Salvation (2010)
Оръжието на тамплиерите, изд. „Емас“: изд. „Глобус“ (2011), прев. Антоанета Дончева-Стаматова
3. The Devil's Elixir (2011) – издаден и като „Second Time Around“
Дяволският еликсир, изд. „Емас“: изд. „Глобус“ (2012), прев. Маргарита Терзиева
4. Rasputin's Shadow (2013)
5. The End Game (2016)

### Серия „Последният тамплиер“ (Last Templar)
1. The Encoder (2016)
2. The Knight in the Crypt (2016) – с Мигел Лалор
3. The Sunken Church (2017) – с Мигел Лалор
4. The Falcon Temple (2017) – с Мигел Лалор
5. The Devil's Handiwork (2018) – с Бруно Роко
6. The One-Armed Knight (2018)

### Сборници
- Face Off (2014) – с Линууд Баркли, Стив Бери, Лий Чайлд, Майкъл Конъли, Джефри Дивър, Линда Феърстийн, Джоузеф Файндър, Лиса Гарднър, Хедър Греъм, Питър Джеймс, Денис Лейн, Джон Лескроарт, Стив Мартини, Т. Джеферсън Паркър, Дъглас Престън, Линкълн Чайлд, Иън Ранкин, Джеймс Ролинс, М. Дж. Роуз, Джон Сандфорд, Р. Л. Стайн, и Ф. Пол Уилсън.

### Екранизации
- 2002 – 2003 Dinotopia – тв сериал, автор на 2 епизода, продуцент
- 2005 Waking the Dead – тв сериал, автор на 2 епизода
- 2004 – 2006 Spooks – тв сериал, автор на 2 епизода
- 2009 The Last Templar – тв минисериал, по романа